# Pholcus circularis
Pholcus circularis är en spindelart som beskrevs av Kraus 1960. Pholcus circularis ingår i släktet Pholcus och familjen dallerspindlar.
Artens utbredningsområde är São Tomé. Inga underarter finns listade i Catalogue of Life.